# Xã Bay, Michigan
Xã Bay (tiếng Anh: Bay Township) là một xã thuộc quận Charlevoix, tiểu bang Michigan, Hoa Kỳ. Năm 2010, dân số của xã này là 1.122 người.